# Fourierlinse
Eine Fourierlinse ist ein wenig gebräuchlicher Ausdruck für eine beliebige Sammellinse, die als Fourieroptik eingesetzt wird: Das elektrische Feld des Beugungsbildes in der bildseitigen Brennebene entspricht genau der räumlichen Fouriertransformierten des elektrischen Feldes in der objektseitigen Brennebene.
Dieser Umstand kann zur räumlichen Filterung verwendet werden. Ein möglicher Aufbau dazu sind zwei gleiche Sammellinsen im Abstand der doppelten Brennweite. Die erste Linse erzeugt in ihrer Brennebene die räumliche Fouriertransformierte eines in der objektseitigen Brennebene befindlichen Objekts; hier können mit geeigneten Blenden gezielt bestimmte Raumfrequenzen ausgeblendet werden. Die zweite Linse transformiert die Feldverteilung aus dem Frequenzraum zurück in den Ortsraum und erzeugt so in seiner Brennebene ein manipuliertes Bild des Objekts. Beispielsweise blendet eine Lochblende in der Fourierebene hohe Raumfrequenzen aus und filtert so kleine Bildstörungen heraus.